# Природа
Природата представлява набор от различни съвкупности от обекти, разположени в част от или в цялото съществуващо пространство, който може да включва или не човечеството. Състои се от компоненти, групирани в категории, известни като жива природа и нежива природа.

## Понятие за природа
Идеята за природата се изменя и утвърждава паралелно с развитието и оформяното на научните методи за изследването ѝ.
В най-широкия смисъл на понятието обхваща цялата Вселена – естествения, физически или материален свят. То засяга всички явления във физическия свят – от субатомен до космически мащаб, както и живота като цяло. Концепцията за природата в този смисъл е едно от няколкото разширения на първоначалното понятие физис (на гръцки – φύσις), което предсократиците започват да използват и което след тях играе все по-голяма роля във философията. Първоначалното му значение е „присъщите свойства на растения, животни и други обекти“. Латинският му превод е natura, (натура – с популярно обяснение: „присъщи качества, вродено предразположение“ и първоначалното значение – „раждане“).
В рамките на различните употреби на понятието то може да се отнася за живите растения и животни, както и за процесите, свързани с неживи обекти – геоложките и метеорологични процеси на Земята и по-общо – съществуването и измененията на материята и енергията, от които е съставен физическия свят. В този контекст природата се разграничава от свръхестественото.
Понякога понятието природа се използва и за обозначаване на „околната среда“ (в каквото и състояние да се намира) или „дивата природа“ – диви животни, гори, скали и всички неща на Земята, които не са засегнати съществено от човешката дейност (или по-скоро не са видимо и непосредствено под нейно влияние; като идеален вариант на това е утвърден изразът „девствена природа“). Така изработените от хората предмети и взаимоотношенията между хората не се разглеждат като част от природата и се прокарва разграничение на естественото от изкуственото, под което се разбира всичко създадено съзнателно от човека.

## Земята

### Химични елементи
Химичните елементи, обозначавани с атомен номер, са представени само от 1 тип атоми (съставени от протони, неутрони и електрони), които съдържат точно определен брой протони и които влизат в състава на различни вещества (от които тези с молекули само от атоми на един химичен елемент се наричат прости вещества). Установени са и се изучават редица субатомни частици (такива които изграждат протоните, неутроните и електроните).
Химичният елемент се определя еднозначно с броя на протоните, но броят на неутроните може да варира, т.е. елементът може да има изотопи. Също така и броят на елекроните в един атом от един и същ химически елемент може да бъде различен и в зависимост от натовареността си той може да бъде положителен или отрицателен йон (анион или катион).
Най-леките химични елементи са водород и хелий. От 117 химични елемента в периодичната таблица на Менделеев 94 съществуват естествено и могат да се намерят в природата, част от елементите са радиоактивни, а други вероятно могат да се добият само по изкуствен път, като към атоми на други елементи се прибавят още протони. Сред най-разпространените въобще елементи са силиций, азот, водород и въглерод. Някои елементи са установени и извън Земята.

### Животът на Земята
На част от материята е присъщо в една или друга степен свойство известно като „живот“. Към началото на XXI век Земята е единствената позната на човечеството планета, на която е доказано научно, че има живот (доколкото не е изнесен от самите хора извън нея). Живата природа, в този смисъл, се състои от всички организми на планетата – микроби, гъби, животни и растения. Те са (в мнозинството си) съставени от клетки и съдържат генетичната информация, която спомага за тяхното възпроизводство. На Земята има около 6,8 x 1013 kg биомаса. Живите организми се организират в екосистеми и са съставна част на биосферата – глобалната планетарна екосистема. Основен принцип, който управлява функциите на биосферата, е принципът на ограничаващите (лимитиращите) фактори. Този принцип е израз на съвместното действие на взаимодействащите си екологични фактори: нивото на жизнената дейност на организмите се определя от онзи екологичен фактор, който е в минимум спрямо останалите, т.е. най-далеч от своя оптимум.
Теорията за еволюцията е обоснована и описана, в първоначалния си вид, от английския учен Чарлз Дарвин в неговата книга „Произход на видовете“ (1859 г.). По това време тя все още не може да обясни механизма на унаследяване. Едва през 1940 г. с откритиването на ДНК и идентифицирането ѝ като основен градивен генетичен материал се поставят основите на генетиката и молекулярната биология, които наред с палеонтологията и екологията дават обяснение на ред всеобхватни процеси, засягащи развитието на живота на планетата.
Счита се, че животът на Земята е възникнал преди около 3,5 милиарда години под формата на примитивни организми, с прости органи за възпроизводство и предаване на наследствени белези. По пътя на еволюцията и чрез естествения подбор се е развило огромно разнообразие от видове, но в различни геологически епохи са се зараждали и изчезвали редица характерни за тях видове и само част от тях са оцелявали и до по-късни, а процесът на видообразуване продължава. Тези видове, които не са могли да се приспособят, в някакъв момент, към променящите се външни условия, постепенно са изчезнали. На няколко пъти в историята на Земята е имало периоди на масово изчезване на видове (масови измирания). Съвременната геологическа епоха се нарича холоцен и в нея също протича масово измиране – холоценско масово измиране.

### Литосфера и хидросфера
Наред с биосферата и атмосферата, хидросферата – сборът от водите (сладки и солени) – и литосферата (съвкупността от скалите – намиращи се в твърдо или течно агрегатно състояние) са основни съставки на природата на Земята. Те са съответно предмет на изследване от науките хидрология и геология. В хода на геологическата история на планетата нейните слоеве претърпяват сложно и в някои периоди бурно развитие, което чрез постепенни промени създава различните форми на релефа и ландшафта, предпоставя разнообразие от минерали в състава ѝ и обуславя разположението и обхвата на океаните, континентите и движенията на тектоничните плочи.

### Атмосфера и климат
Атмосферата се състои от относително тънък слой газове, които обгръщат планетата и се задържат от земната гравитация. Сухият въздух се състои от 78% азот, 21% кислород, 1% аргон и други инертни газове, въглероден диоксид и др., а също и променливо количество водни пари. В рамките на изотермичния модел, с увеличаване на надморската височина атмосферното налягане намалява експоненциално. Озоновият слой играе важна роля за регулирането на ултравиолетовата (UV) радиация, която достига до повърхността. ДНК-структурата на живите организми е уязвима от ултравиолетовото лъчение на Слънцето, но озоновият слой предпазва живота на Земята от вредните му въздействия (с изтъняването или изчезването му в зоните на т.нар. озонова дупка рисковете, специално за човешкото здраве, значително нарастват). Атмосферата също така запазва топлината през нощта, като по този начин намалява и балансира температурните амплитуди през денонощието.
Атмосферата на Земята е ключов фактор, влияещ върху състоянието на биосферата. Различни явление в нея, като екстремни метеорологични феномени от типа на торнада или урагани и циклони освобождават огромни количества енергия и могат да предизвикат мащабни изменения по суша и вода. Повърхностната растителност е зависима от сезонните промени на метеорологичното време, а внезапни промени, дори краткотрайни, могат да имат драматичен ефект както върху самата растителност, така и върху животните (включително – хората), които зависят от нея. Времето също се влияе от сезоните, които са резултат от наклона на земната ос спрямо орбиталната равнина на планетата. По този начин в даден момент от лятото или зимата една част от планетата е по-пряко изложена на слънчевите лъчи. Това излагане се сменя с въртенето на Земята около Слънцето. Във всеки един момент, независимо от местоположението на земното кълбо спрямо Слънцето, северните и южните полукълба на планетата имат противоположни сезони (пролет и есен, зима и лято).
Метеорологичното време действа почти изцяло в долния слой на атмосферата (тропосфера) и служи като конвективна система за преразпределяне на топлината. То е хаотична система, която се влияе от малки промени в околната среда, вследствие на което точното прогнозиране на времето е възможно само до няколко дни напред. Като цяло, има 2 постоянни тенденции (XIX -XXI век): (1) Средната температура се увеличава, и (2) в регионалните климатични системи настъпват забележими промени.
Планетарният климат е показател за дългосрочните тенденции на времето. Климатът на даден регион зависи най-вече от географската ширина. Един пояс в рамките на определена географска ширина, в който различни региони изразяват сходни метеорологични характеристики, се нарича климатична зона. Има няколко такива зони, като тропическите климатичени пояси и екваторът в централните ширини и полярните климатични пояси в северните и южните крайни точки на Земята. Ред други фактори също оказват влияние на климата, например океанските течения, повърхностното албедо, парниковите газове, колебанията в излъчваната от Слънцето светлина и промените в орбитата на планетата. Специално океанските течения са особено важен фактор при формирането на климата и особено подводната термохалинна циркулация, които разпределят топлинната енергия от екваториалните океани към полярните региони. Тези течения допринасят и за смекчаването на температурните разлики между сезоните в зоните с умерен климат. Без преразпределението на топлината от океанските течения и атмосферата тропиците биха били много по-горещи, а полярните райони – много по-студени. Въз основа на исторически данни е установено, че Земята е била подложена на драстични промени на климата в миналото, през ледниковите периоди.

## Живи организми на Земята

### Микроби
Микроорганизмите или микробите са едноклетъчни организми с много малки размери и поради тази причина не могат да се видят с просто око, а могат да бъдат изучавани само с помощта на микроскоп. Открити са от Антони ван Льовенхук, холандски учен от XVII – XVIII век, който изказва предположението, че микроорганизмите играят роля във ферментационните процеси. Науката, която се занимава с изучаването и класифицирането на микроорганизмите, се нарича микробиология, а учените се наричат микробиолози. Една по-строга дефиниция за живот, изключва вирусите от категорията на живите същества, съответно – и от тази на микроорганизмите (което се прибавя към това, че вирусите невинаги са приемани и за едноклетъчни, тъй като им липсват някои от техните особености), но те са разглеждани и в обратния смисъл и също са предмет на тази наука. Главни представители на микроорганизмите са някои първични организми: протисти, миниатюрни гъби и бактерии.
Микроорганизмите са широко разпространени на Земята, могат да се намерят навсякъде, където има вода, размножават се бързо, лесно се адаптират, поради което могат да оцелеят и в извънземното пространство (в Космоса). Много от тези микроорганизми са полезни и съществени за нормалното функциониране на другите живи същества – растенията и животните, но има и патогенни (болестотворни) микроби (като стафилококите и стрептококите), които пренасят зарази или причиняват болести и инфекции.

### Флора и фауна
Много от населяващите Земята видове растения и животни са космополитни видове или незастрашени от изчезване, но също така е огромен и броят на тези които са ендемити или изобщо се намират в съществен риск. С усвояването на природата от човека, опасностите, произтичащи за нея от човешката дейност се увеличават и задълбочават. Редица видове животни и растения са изчезнали в резултат на нея. Същевременно се полагат и много усилия за опазването на околната среда, увенчаващи се в някои случаи с успех.
Сред дивите животни, които се срещат в България, са вълк, мечка, дива свиня, благороден елен, елен лопатар, сърна, ибекс, дива коза, нутрия, ондатра. Застрашените видове в България са записани в Червената книга. Такива са златката, вълкът, пъстрият пор, кафявата мечка, видрата, дивата котка, черният щъркел, осоядът, скалният орел, ливадният дърдавец, горският бекас, гълъбът хралупар, белогърбият кълвач, черният кълвач, малкият креслив орел, соколът орко, големият ястреб, египетски лешояд, орел змияр, ловен сокол, зубър, зелена морска костенурка и други.
Понякога, макар и не твърде често, учените откриват нови видове животни и растения. Това по никакъв начин не може да компенсира изчезването на други, тъй като откритите така или иначе са съществували и преди да ги открият, а изчезналите не могат (или е почти сигурно, че не могат) никога пак да се възстановят. Освен това „новите видове“ могат да се окажат и повече застрашени, след откриването си, отколкото ако не биха били открити – ако станат предмет на някакъв вид експлоатация на природните богатства.

### Човекът и природата
Макар че хората представляват сравнително нищожен процент от цялата биомаса на планетата, ефектите от тяхната дейност са значими от екологична гледна точка.
Важен елемент от бита на човечеството е отглеждането на животни и растения. Също така хората интродуцират много видове.
Хората опитомяват и отглеждат домашни животни с различни цели. Кучетата например служат за пазачи, спасяват хора от лавини, намират наркотици и откриват следи по миризмата, в Аляска служат за транспорт, а незрящите ги използват за водачи. Котките се отглеждат за компания и за да убиват дребни гризачи. Други домашни животни са кокошки, прасета, хамстери, рибки, коне, овце и крави, пчели. Някои от тях се отглеждат за месо, други за яйца, трети за мляко или вълна, но има и такива, които се отглеждат с чисто декоративна цел, за украса (например аквариум с рибки).
Растенията имат още по-голямо разнообразие в предназначението си. Те биват дървета, храсти, цветя, билки, трева, мъх и лиани. Цветята обикновено се отглеждат за красота на дома и приятен аромат, билките и тревите – за чай, кафе, подправки към ястия и лечение на различни заболявания, овощните дървета – за плодове за консумация, житните растения – за производство на хляб и зеленчуците – за директна консумация.
Развитието на технологиите довежда до експлоатирането на природните ресурси в големи мащаби. Замърсяването на въздуха и водата, изсичането на горите, затоплянето на климата, изчезването на някои видове растения и животни са само част от последиците от човешката дейност. Изсичането на горите води до нарушаване на екологичното равновесие (съответно – гибел и на други, а не само на местни популации) и промени в климата. Вследствие на това на много места източниците на вода пресъхват, почвата не може да задържа влагата и ерозира, с което се разширяват районите, обхванати от суша.
Нефтени разливи в океаните и моретата могат да имат пагубен ефект върху флората и фауната. Най-тежки са последствията за морските птици. Петролът прониква и унищожава структурата на перата им, което значително намалява способностите им да летят. Попаднал в организма на животното, той може да го убие или да причини нарушения в дейността и заболявания на стомаха, бъбреците и черния му дроб. Също така и киселинните дъждове, които са следствие от замърсяването на въздуха от веществата, изпускани от фабрики и автомобили, причиняват смъртта на насекоми и други, включително – водни животни. Те са пример и за вредите, нанасяни на човечеството от замърсяването – повреждат сгради, в това число исторически паметници на културата, и имат негативно отражение върху здравето на човека.
Полагат се усилия за опазване на природата. В много страни, включително и в България, се създават национални паркове, чиято основна цел е опазване на биологичното разнообразие и защита на дивата природа.
- Замърсяване с отпадъци
- Замърсяване от фабрика
- Киселинен дъжд
- След нефтен разлив

## Вселена

### Материя и енергия
В своя най-едър мащаб природата включва цялата физическа Вселена. Съвременната наука приема, че явленията в нея се подчиняват на общи природни закони, също както и тези във влизащата в състава ѝ или евентуално (предполагаемо в бъдеще) – припокриващата се с нея – Наблюдаема вселена. Последната включва всички обекти, които се считат възможни за изучаване/наблюдаване от хората (преди всичко такива, които се намират във връзка с материята, времето, пространството и енергията). За тази част в съвременната (началото на 21.век) наука се смята, че съставлява едва 4,9% от общата маса на Вселената, а остатъкът включва 2 компонента с неизвестни или слабо проучени и повече теоретично изучавани свойства, но практически ненаблюдаеми с нейните средства (поне до 21.век): 26,8% студена тъмна материя и 68,3% тъмна енергия.
Изследването на най-фундаменталните зависимости (физични закони) в природата е предмет на физиката – наука, самото наименование на която означава изучаване на природата. Учените използват познанията за физичните закони за създаването на космологични модели, обясняващи структурата и еволюцията на Наблюдаемата Вселената. Математическата форма на тези закони използва набор от ограничен брой физични константи, които изглеждат постоянни навсякъде в нея. Стойностите на тези константи са внимателно измерени, но причината те да имат точно тези стойности остава неизвестна.

### Космос
Понятието Космос се употребява като синоним на Вселена, но с него се нарича и специфична нейна част – относително празните области от нея, извън атмосферите на небесните тела. За Космоса в звездните системи се използва наименованието междупланетно пространство, а извън тях – междузвездна среда. Граница между междупланетното пространство на нашата Слънчева система и междузвездната среда е хелиопаузата.
Космосът съдържа разпръсната материя с много ниска плътност – реликтово излъчване, останало от появата на Вселената при Големия взрив, космически лъчи, включващи йонизирани атомни ядра и различни субатомни частици, както и ограничено количество атоми и молекули. Налични са също известни количества газ, плазма, космически прах и дребни метеори. В междупланетното пространство в непосредствена близост до Земята има и следи от дейността на човека (като резултат от развитието на космонавтиката и космическите технологии) – действащи космически апарати и други съоръжения, както и космически отпадъци.

### Хипотетичен извънземен живот
Съществуват различни хипотези, развивани най-вече в науката и в научната фантастика, относно евентуалните възможности за съществуване в Космоса (или на обекти всред него или свързани с него) и на друг живот, освен земния. Към началото на 21. век няма сигурни данни за такъв, въпреки че в някои среди са популярни теории, според които определени сведения нееднозначно доказват съществуването не само на извънземен живот, но дори и на извънземни цивилизации. Извън това, за доказано се смята, че всичко извън Слънчевата система е недостатъчно добре проучено, но по принцип е възможно да има или да е имало живот на някои от планетите извън нея, а Земята е единственото тяло в самата Слънчева система, на което днес има условия за (местен – не привнесен от Земята) живот. Това се отнася конкретно за възможностите за възникване и поддържане на живот, който не е напълно различен в механизмите, по които това става, от земните форми на живот, без да се изключва изрично и този вариант.
Същевременно има свидетелства указващи, че в далечното минало на повърхността на планетата Марс също е имало басейни с течна вода. За кратък период от историята на тази планета може би там е имало възможност за образуване на живот, но днес почти всичката останала на Марс вода е замръзнала. Ако там все пак съществува живот, той най-вероятно е разположен под повърхността, където е възможно все още да има течна вода. Условията на другите 2 земеподобни планети в Слънчевата система, Меркурий и Венера, изглеждат твърде сурови, за да позволят развитието на живот под формата, в която е познат. Допуска се, че Европа, четвъртият по големина спътник на планетата Юпитер, може да има разположен под повърхността океан от течна вода, в който да е възможен живот.
Астрономите откриват все повече подобни на Земята планети извън Слънчевата система, разположени в т.нар. „обитаема зона“ около съответната звезда, в която е възможно развитието на живот.

## Други
На природата е наречена улица в кварталите „Красно село“ и „Борово“ в София (Карта).